# Rudna (Temes megye)

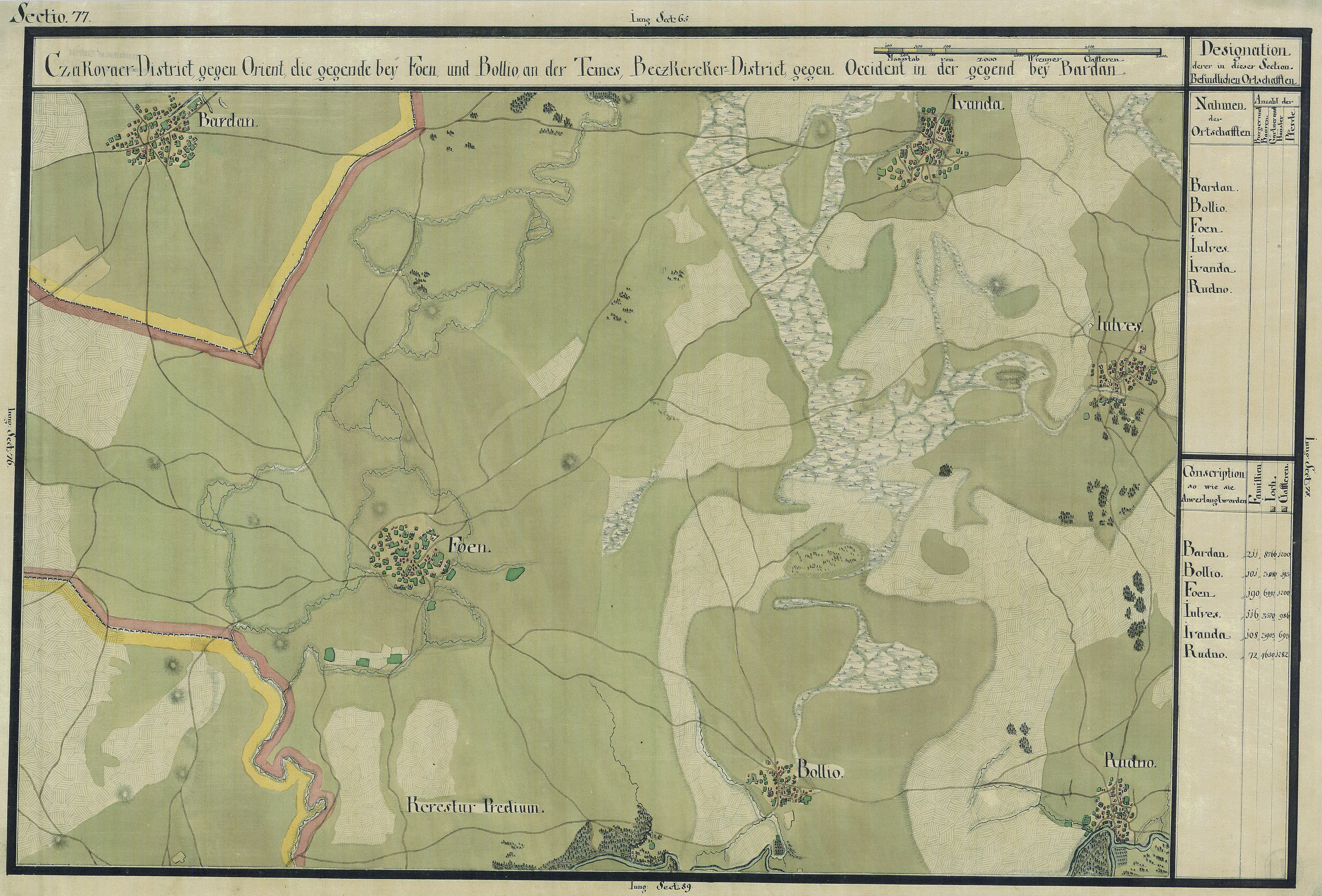
Rudna egy régi térképen

Rudna, románul: Rudna, szerbül: Рудна, falu Romániában, a Bánságban, Temes megyében.

## Fekvése
Csáktól délnyugatra, a Temes jobb partján fekvő település.

## Története
Rudna nevét 1333-ban a pápai tizedjegyzék említette először Ruda (Rwda) néven, tehát ekkor már egyházas hely volt. 1429-ben, 1430-ban Ruda, 1458-ban Rwda, 1806-ban és 1913-ban Rudna néven írták.
A középkorban Temes vármegyéhez tartozott. 1429-ben a Rudai Csanád család volt a falu birtokosa. Rudna a török hódoltság alatt sem pusztult el. Az 1717. évi kincstári összeírásban a csákovai kerülethez tartozott, 30 lakott házzal. 1723-1725 között gróf Mercy térképén is lakott helységként volt feltüntetve. 1761-ben a katonai térkép szerint, szerbektől lakott helység volt.
1779-ben csatolták Torontál vármegyéhez. 1781-ben Nikolics János és Mirievoi Jankovics vásárolták meg. 1783-ban szerb lakosainak egy része a katonai határőrvidékre költözött, helyükre németek telepedtek ide. 1848-ig a Nikolics család birtoka volt, és a 20. század elején is br. Nikolics Fedor volt a legnagyobb birtokosa. E család két kastélyt is építtetett itt, melyeket még az 1900-as évek elején is báró Nikolics Fedor birtokolt.
1851-ben Fényes Elek írta a településről: „Rudna, Temes vármegyében, kies erdők és ligetek szomszédságában, 22 katholikus, 2 evangélikus, 998 (szerb-o) óhitű lakossal, óhitű anyatemplommal, 48 4/8 egész telekkel. Földesura a Nikolics család.”
A trianoni békeszerződés előtt Torontál vármegye Módosi járásához tartozott.
1910-ben 1328 lakosa volt, melyből 1012 szerb, 384 magyar, 176 román volt. Ebből 1197 görög keleti ortodox, 499 római katolikus, 15 izraelita volt.
Rudnához tartozott egykor Ból-puszta is, melynek helyén a középkorban Kisboly helység feküdt.

### Kisboly
E helységről először 1429-ből maradtak fenn adatok, mely ekkor a Rudai Csanád család birtoka volt.

## Közlekedés
A települést érinti a Temesvár–Torontálkeresztes-vasútvonal.

## Nevezetességek
- Görög keleti szerb temploma 1834-ben épült.
- A 19. században épült Nikolics-kúria a romániai műemlékek jegyzékében a TM-II-m-B-06278 sorszámon szerepel.[1]